# Hrast pri Jugorju
Hrast pri Jugorju je naselje u slovenskoj Općini Metliki. Hrast pri Jugorju se nalazi u pokrajini Dolenjskoj i statističkoj regiji Jugoistočnoj Sloveniji. 

## Stanovništvo
Prema popisu stanovništva iz 2002. godine naselje je imalo 104 stanovnika.